# Korkeasaari (Westend)
Korkeasaari  est une île du golfe de Finlande du quartier Westend à Espoo en Finlande,,.

## Présentation
Korkeasaari est une Île de loisir d'Espoo (fi) située dans la zone maritime de Linholmsfjärden.
Korkeasaari fait partie du quartier de Westend, dont la partie continentale est située à plus d'un kilomètre à l'ouest de Korkeasaari.
La superficie de Korkeasaari est de 6,5 hectares.
À l'Est de Korkeasaari se trouvent les îles Niittysaaret, sur le côté Est desquelles passe la frontière entre Espoo et Helsinki. 
Il y a plusieurs marinas à proximité de Korkeasaari, comme Koivusaari, à environ un kilomètre au nord-est.
Comme son nom l'indique, elle s'élève plus haut que ses îles voisines, soit 22 mètres d'altitude, notamment dans sa partie nord. 
Située à plus d'un kilomètre au sud de la Länsiväylä, l'île est boisée et possède une étroite zone de prairie côtière sur ses rivages,.
Les falaises de la plage se trouvent principalement dans la partie ouest de l'île. Dans la partie nord-est de l'île, il y a une plage de sable fin.
Les îles voisines de Korkeasaari sont, entre autres Tvijälp (fi), Vehkasaari (fi), Niittysaaret (fi) et Käärmesaari (fi).